# Fofeldea
Fofeldea – wieś w Rumunii, w okręgu Sybin, w gminie Nocrich. W 2011 roku liczyła 470 mieszkańców.